# Nase (Fisch)
Die Nase (Chondrostoma nasus), auch Näsling oder Schnabel genannt, gehört zur Familie der Karpfenfische (Cyprinidae). Sie wurde in Deutschland 1994 und 2020 sowie in Österreich 2003 und 2015 zum Fisch des Jahres erkoren.

## Merkmale
Nasen werden 25 bis 40 Zentimeter groß und erreichen ein Gewicht von bis zu 1000 Gramm. Seltener werden einzelne Exemplare auch 50 Zentimeter groß und 2000 Gramm schwer. Der Körperbau ist spindelförmig bis rundlich, seitlich kaum abgeflacht. Die Rückenflosse ist 12-, die Afterflosse 13- bis 14-strahlig. Ihren Namen verdanken die Nasen ihrem weit unterständigen Maul, das ihre Kopfspitze wie eine stumpfe Nase aussehen lässt. Die Maulspalte verläuft quer, die Unterlippe ist scharfkantig und verhornt.
Der Rücken ist graublau bis graugrün gefärbt und glänzt metallisch, die Seiten glänzen silbrig. Der Bauch ist gelblichweiß. Brust-, Bauch- und Afterflossen sind gelblichrosa bis violett gefärbt.

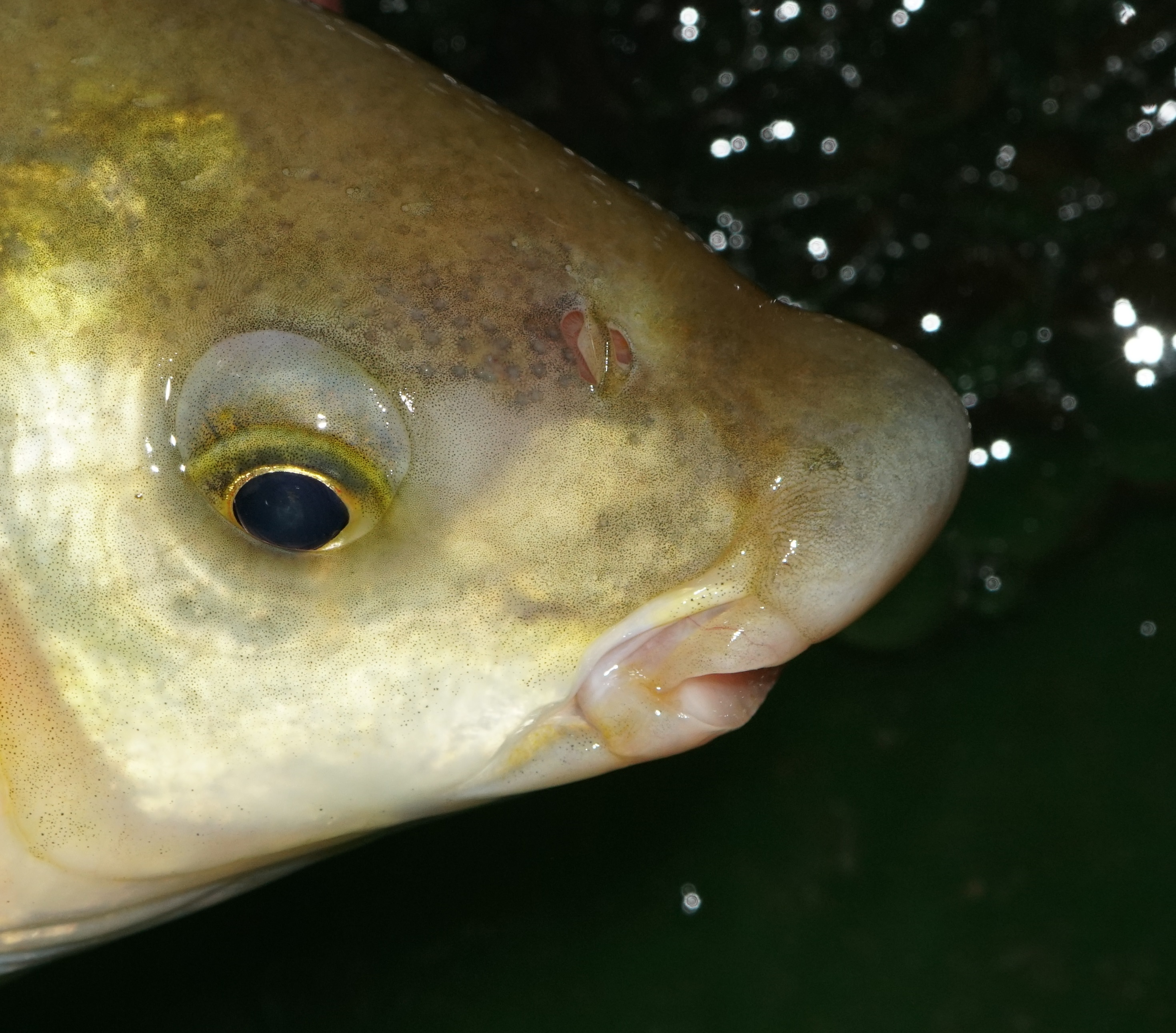
Die Nase hat eine charakteristische Kopfform

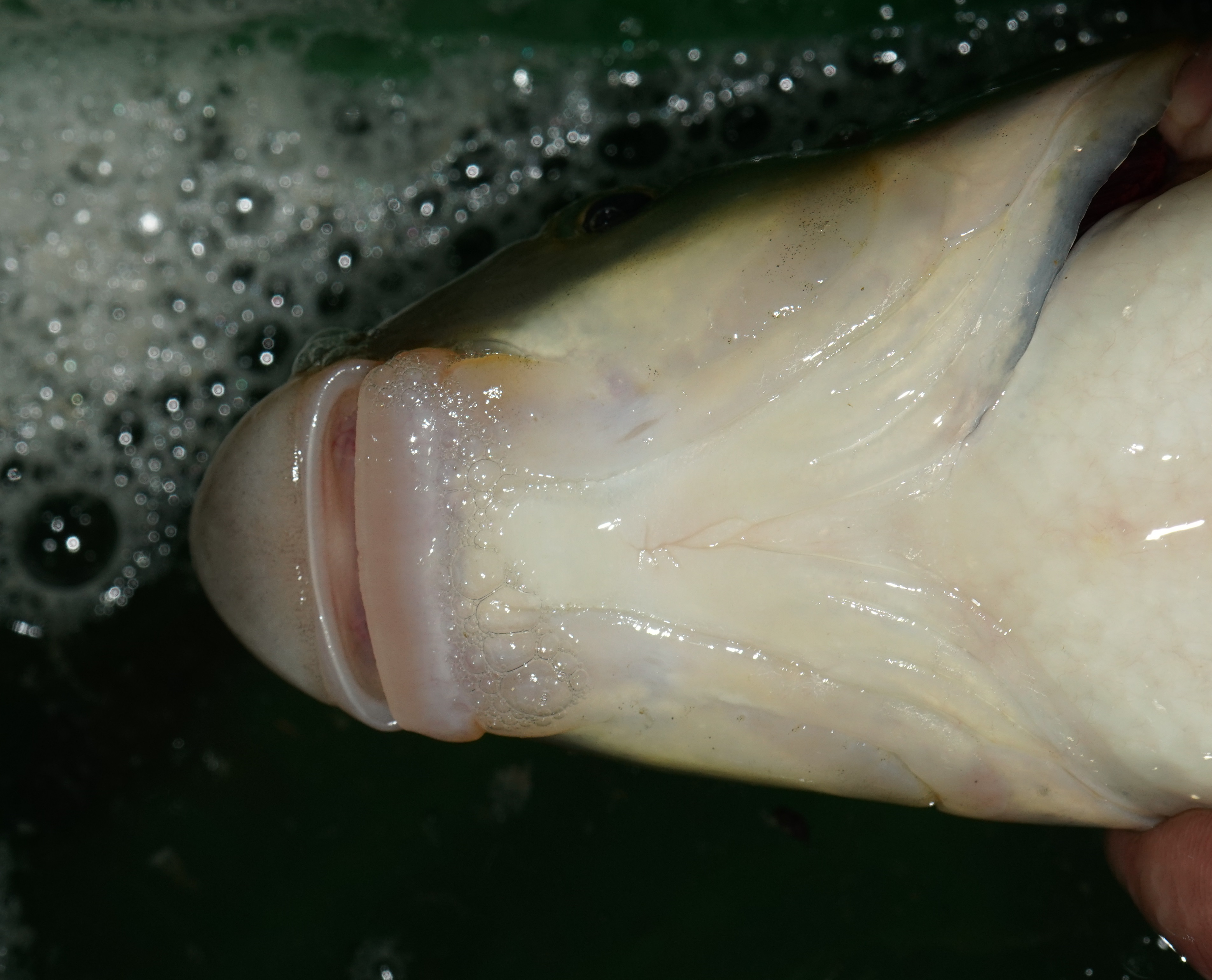
Quer verlaufende Maulspalte der Nase mit kantiger Unterlippe (von unten)

## Vorkommen
Nasen sind als typische Schwarmfische in schnell fließenden Gewässern Mittel- und Osteuropas, die Sand- und Kiesgrund aufweisen in der Barben- und Äschen-Fischregion verbreitet. Sie gelten als Hauptfische des Rheins und der Donau und kommen zumindest in der oberen Donau von Donaueschingen bis Sigmaringen und in der unteren Isar von Plattling bis zur Isarmündung in die Donau noch sehr häufig vor, aber auch flussabwärts in Nebengewässern, wie beispielsweise im Wiener Donaukanal. Auch in Oder und Weichsel kann man den Fisch vorfinden. Häufig ist die Nase auch im unteren Neckar zwischen Heidelberg und Mannheim. Im Bodensee und seinen Zuflüssen gibt es nur noch vereinzelte Vorkommen, es gibt jedoch Bemühungen der Wiederansiedelung.

## Ernährung
Mit ihrem harten Unterkiefer und der scharfen Unterlippe können Nasen Algen abweiden. Während der Fressperioden suchen die Nasen oft schwarmweise andere Weideplätze auf. Seltener fressen sie auch Kleintiere, die sich am Grund aufhalten.

## Fortpflanzung
Zur Laichzeit, von März bis Mai, ziehen die Nasen in großen Schwärmen flussaufwärts oder dringen in geeignete Nebenbäche ein. Beide Geschlechter zeigen dann einen Laichausschlag in Form von sternförmigen Punkten am Kopf. Die Rogner (Weibchen) bekommen dazu einen rötlich schimmernden Bauch und können während heftigen Laichspielen 20.000 bis 100.000 1,5 Millimeter große Eier über flachen Boden an den Kies kleben. Anschließend wandern die Altfische in ihre Reviere zurück.
Die ersten Tage nach dem Schlüpfen verbringen die Larven in den Lücken im Kies. Später wechseln sie ins ruhige Flachgewässer und ernähren sich dort von Plankton.

## Gefährdung und Schutz
Mancherorts gelten Nasen als extrem bedroht, anderenorts sogar als bereits ausgestorben. Eine der Ursachen für den Rückgang dieser einstigen Massenfischart ist vor allem die Verbauung der Fließgewässer. So werden viele Laichplätze zerstört und die Laichwanderungen verhindert. Wandernde Nasen, insbesondere Jungfische, sind beim Passieren von Turbinen erheblichen Risiken ausgesetzt. Studien zeigen, dass zwischen 10 % und 30 % der Fische tödliche Verletzungen durch Druckunterschiede, Scherkräfte und mechanische Beschädigungen erleiden. Neben direkten Verletzungen führen Stress und Erschöpfung häufig zu einer indirekten Erhöhung der Mortalität. Auch leiden Nasen sehr unter anthropogener Gewässerverschmutzung.
Zum Schutz der Bestände bestehen in Deutschland für den Fang von Nasen gesetzlich vorgeschriebene Schonmaße und Schonzeiten. Da das Fischereirecht aber Ländersache ist, sind die Regelungen in jedem Bundesland unterschiedlich. Die Schonzeit ist im Normalfall ungefähr identisch mit der Laichzeit, das Schonmaß liegt meist im Bereich von 25 bis 30 cm.
In der Schweiz ist die Nase seit dem 1. Januar 2007 ganzjährig geschützt und darf nicht mehr gefangen werden.

## Ökonomie
Der Fisch wird meist mit kleinen Würmern oder Sprock (Köcherfliegenlarven oder deren Nachbildungen) an der Posenangel gefangen. Alternativ wird dieser Fisch gerade an großen Strömen mit schweren Futterkörben auf Grund gefangen. Da er sehr grätenreich und wenig schmackhaft ist, wird er kaum im Handel angeboten.

## Sonstiges
Die Nase war in Deutschland Fisch des Jahres 1994 sowie 2020 und in Österreich Fisch des Jahres 2003 und 2015. In Basel war sie bis Ende des 19. Jahrhunderts Teil einer Tradition, die darin bestand, den Fisch alljährlich am 17. April im nahegelegenen Weiler St. Jakob an der Birs zu essen und dazu den einheimischen Rotwein Schweizerblut zu trinken.